# 絶体絶命ゲーム
『絶体絶命ゲーム』（ぜったいぜつめいゲーム）は、藤ダリオによる日本の小説シリーズである。

## 概要
2017年2月からはさいねがイラストを務める形で角川つばさ文庫（KADOKAWA）より小説が出版されている。
2020年10月には佐藤まひろが漫画を担当する形で『月刊コミックジーン』11月号での連載が開始された。

## あらすじ
最高賞金1億円を掲げて始められた「絶体絶命ゲーム」に、親友の秀介の代わりとして参加することとなった春馬は、賞金を獲得するために生き残り合戦を行うこととなる。

## 登場人物

### 主要人物
武藤 春馬（むとう はるま）
本作の主人公。親友の上山秀介の代役として絶体絶命ゲームに参加する。
滝沢 未奈（たきざわ みな）
病気の妹の手術費用に充てるための1億円を稼ぐために絶体絶命ゲームに参加した少女。
上山 秀介（うえやま しゅうすけ）
一人親として仕事に従事し続けている母親を手助けするために絶体絶命ゲームに参加した主人公・春馬の親友。
三国 亜久斗（みくに あくと）
本気のゲームをするために絶体絶命ゲームに参加した少年。1億円よりも本気のゲームがしたいという。

### 絶体絶命ゲーム参加者
桐島 麗華（きりしま れいか）
自身が主演を務める映画を撮影するために絶体絶命ゲームに参加した自称天才女優。

宮野 ここあ（みやの ここあ）
服を買うために絶体絶命ゲームに参加した少女。「ステファニーちゃん」と自身が呼んでいるぬいぐるみを常に持ち歩いている。
小山 草太（おやま そうた）
父親の横領でお金が必要なため、絶体絶命ゲームに参加した少年。
浅野 直人（あさの なおと）
倒産しそうな父親の会社のために絶体絶命ゲームに参加した少年。
竹井 カツエ（たけい カツエ）
詐欺のせいで親が手放した工場を買い戻すために絶体絶命ゲームに参加した少女。
利根 猛士（とね たけし）
サッカー留学のために絶体絶命ゲームに参加した少年。
仙川 文子（せんかわ ふみこ）
欠陥住宅を治すために絶体絶命ゲームに参加した少女。
永瀬 メイサ（ながせ めいさ）
顔に包帯を巻いている絶体絶命ゲームに参加した少女。
鬼崎 剛太（おにざき ごうた）
リトルリーグに所属していた少年で、絶体絶命ゲームの参加者。
五島 貴美子（ごじま きみこ）
児童養護施設を守るために絶体絶命ゲームに参加した少女。
八木 陽平（やぎ ようへい）
学校では虐めを受けていたという、絶体絶命ゲームに参加した少年。
蛭田 幹夫（ひるた みきお）
開発資金を稼ぐために絶体絶命ゲームに参加した、自身のことを「小生」と呼ぶ少年。

### 絶体絶命ゲーム案内人
死野 マギワ（しの まぎわ）
関西弁のようなものを話す、第1巻での絶体絶命ゲームの案内人。
地獄 ユキ（じごく ゆき）
どんなときでもテンションが高い、第2巻での絶体絶命ゲームの案内人。
鳥肌 タツ（とりはだ タツ）

イノチ キキ

寿命 ツキル（じゅみょう ツキル）

丑の刻 マイリ（うしのこく マイリ）

ノロイ•カケル

三途の川 ワタル(さんずのかわ　ワタル)

ワラニモ•スガル

尾張 マスヨ(おわり　マスヨ)
尾張 マシタ(おわり　マシタ)

ケンモホロロ

ざまーミロ

### 周辺人物
滝沢 由佳（たきざわ ゆか）
未奈の妹。小説1巻の時点では6歳。アメリカで治療しないといけないほどの重い心臓の病気を患っており、未奈は彼女の治療費を賄うために絶体絶命ゲームに参加している。

## 既刊一覧

### 小説
- 藤ダリオ（著）・さいね（イラスト）『絶体絶命ゲーム』KADOKAWA〈角川つばさ文庫〉、既刊16巻（2025年4月9日現在）
  1. 『絶体絶命ゲーム 1億円争奪サバイバル』2017年2月15日発売[1][6]、ISBN 978-4-04-631681-3
  2. 『絶体絶命ゲーム 2 死のタワーからの大脱出』2017年7月15日発売[7][8]、ISBN 978-4-04-631728-5
  3. 『絶体絶命ゲーム 3 東京迷路を駆けぬけろ!』2018年3月30日発売[9][10]、ISBN 978-4-04-631761-2
  4. 『絶体絶命ゲーム 4 絶望島からの脱出サバイバル!』2018年9月15日発売[11][12]、ISBN 978-4-04-631828-2
  5. 『絶体絶命ゲーム 5 禁断“裏ゲーム”に潜入せよ!』2019年3月15日発売[13][14]、ISBN 978-4-04-631855-8
  6. 『絶体絶命ゲーム 6 地獄行きの暴走列車!』2019年10月12日[15][16]、ISBN 978-4-04-631947-0
  7. 『絶体絶命ゲーム 7 スリル満点の入学式!』2020年4月15日発売[17][18]、ISBN 978-4-04-631948-7
  8. 『絶体絶命ゲーム 8 ゴーストパークの罠』2020年9月12日発売[19][20]、ISBN 978-4-04-632027-8
  9. 『絶体絶命ゲーム 9 豪華客船で中学生大会!』2021年3月25日発売[21][22]、ISBN 978-4-04-632028-5
  10. 『絶体絶命ゲーム 10 人形館の呪いを解け!?』2021年10月13日発売[23]、ISBN 978-4-04-632029-2
  11. 『絶体絶命ゲーム 11 廃墟の島で、最強中学決戦』2022年5月11日発売[24]、ISBN 978-4-04-632135-0
  12. 『絶体絶命ゲーム 12 ねらわれた歌姫を守れ!』2022年11月9日発売[25]、ISBN 978-4-04-632178-7
  13. 『絶体絶命ゲーム 13 負けたら地獄の学年対抗戦!』2023年6月14日発売[26]、ISBN 978-4-04-632228-9
  14. 『絶体絶命ゲーム 14 親友を追って！奈落Ｉ区の戦い』2023年12月13日発売、ISBN 978-4-04-632255-5
  15. 『絶体絶命ゲーム 15 天国か地獄か!?奈落II区のたくらみ』2024年6月12日発売、ISBN 978-4-04-632290-6
  16. 『絶体絶命ゲーム 16 もどれ春馬！ライバルたちが奈落に集結!!』2025年4月9日発売、ISBN 978-4-04-632334-7

### 漫画
- 佐藤まひろ（漫画）・藤ダリオ（原作）・さいね（キャラクター原案）『絶体絶命ゲーム』KADOKAWA〈MFコミックス ジーンシリーズ〉、全2巻
  1. 2021年3月27日発売[27]、ISBN 978-4-04-680274-3
  2. 2021年10月27日発売[28]、ISBN 978-4-04-680717-5